# Krupy (Węgrzce Wielkie)
Krupy – część wsi Węgrzce Wielkie w Polsce, położona w województwie małopolskim, w powiecie wielickim, w gminie Wieliczka.
W latach 1975–1998 Krupy należały administracyjnie do województwa krakowskiego.